# Мегауретер
Мегауретер или велики уретер је описни термин, а не дијагноза, који означава широк уретер, пречника већег од 7 мм. Два најчешћа типа мегауретера су примарни мегауретер без опструкције. и  рефлуксни мегауретер.
Без обзира на узрок мегауретера (рефлукс или опструкција), мегауретери се лече како би се спречила инфекција уринарног тракта и могуће оштећење бубрега. И рефлукс и опструкција могу довести до оштећења бубрега, посебно у случају инфекција уринарног тракта. Терапија је најчеђће  конзервативна, али може бити и хируршка ако се утврди да је то потребна  
Профилактички пацијенту се могу давати антибиотици због повећаног ризика од инфекције уринарног тракта. 

## Етиологија
Мегауретер може бити повезан са обрнутим током мокраће (везикоуретерални рефлукс, ВУР), или може бити повезан са опструкцијом. Опструкција може бити резултат уретерокеле или сужења на месту где се уретер спаја са мокраћном бешиком (опструкција уретеро-везикалног споја, УВС).  
Примарни мегауретер који није повезан са другим проблемима јавља се током развоја фетуса. Настаје када се део уретера - који је обично мишићни слој ткива - замени крутим, влакнастим ткивом. Без мишићног слоја ткива, не може доћи до нормалне перисталтике (померање уретера налик црву који гура урин ка бешици).

### Врсте
Мегауретери се могу класификовати у следеће четири категорије:
- Рефлуксни мегауретер, или „мегауретер изазван  рефлуксом мокраће.

- Опструктивни мегауретер или „примарни опструктивни мегауретер” Ако постоји рефлукс, дијагноза је „рефлуксни мегауретер” или „мегауретер изазван  рефлуксом мокраће”. Ако постоји опструкција, дијагноза је „опструктивни мегауретер” или „примарни опструктивни мегауретер”. Ако нема ни рефлукса ни опструкције, онда је дијагноза
- Примарни мегауретер без опструкције, ако нема ни рефлукса ни опструкције
- Рефлуксни опструктивни мегауретер (који се јавња у веома ретким случајевима) и карактерише га истовремена опструкција и рефлукс мокраће.

## Клиничка слика
Често су мегауретери асимптоматски или су откривени на пренаталном ултразвуку. Међутим, мегауретери се могу открити и након што дете има инфекцију уринарног тракта. Од симптома  повремено се могу јавити бол у слабини или појава крви у мокраћи.

## Терапија
Мегауретери се лече на основу њихове етиологије. Ако постоји рефлукс који изазива мегауретер, онда се то стање лечи профилактичким антибиотицима и повремено ендоскопском.
Ако постоји опструкција или делимична опструкција која узрокује мегауретер на уретеровезикалном споју, неколико фактора се узима у обзир када се препоручује лечење. Ако бубрег са опструираним или делимично опструираним мегауретером има смањену функцију, или постоје рекурентне инфекције уринарног тракта, онда се препоручује реимплантација уретера са уклањањем блокаде.  Међутим, ако опструирани или делимично опструирани мегауретер не изазива симптоме и бубрег функционише добро, тада се операција често може избећи јер опструкција може временом да се реши и мегауретер може да нестане. 
Ако нема опструкције и рефлукса, велика већина ових типова мегауретера се временом повлачи и само периодични ултразвучни прегледи се раде да би се проценио раст бубрега.
Већина пацијената са мегауретером ће примати профилактичке дозе антибиотике све док мегауретер не нестане сам од себе, док се не заврши обука деце за за мокрење на ноши, или у случајевима када се ради хируршка интервенција, након завршетка операције. 

## Прогноза
Код мегауретера који немају рефлукс или опструкцију, они се углавном сами повлаче током детињства. Профилактички антибиотици се често настављају све док се не заврши обука за ношу и периодични ултразвук се ради како би се пратио раст бубрега и мегауретер. Када се мегауретер повуче, нема потребе за даљим праћењем или профилактичким антибиотицима. 
Чак и ако је потребна операција, велика већина деце са мегауретерима наставља да живи нормалним животом. 